# Estrada de Ferro Central da Bahia

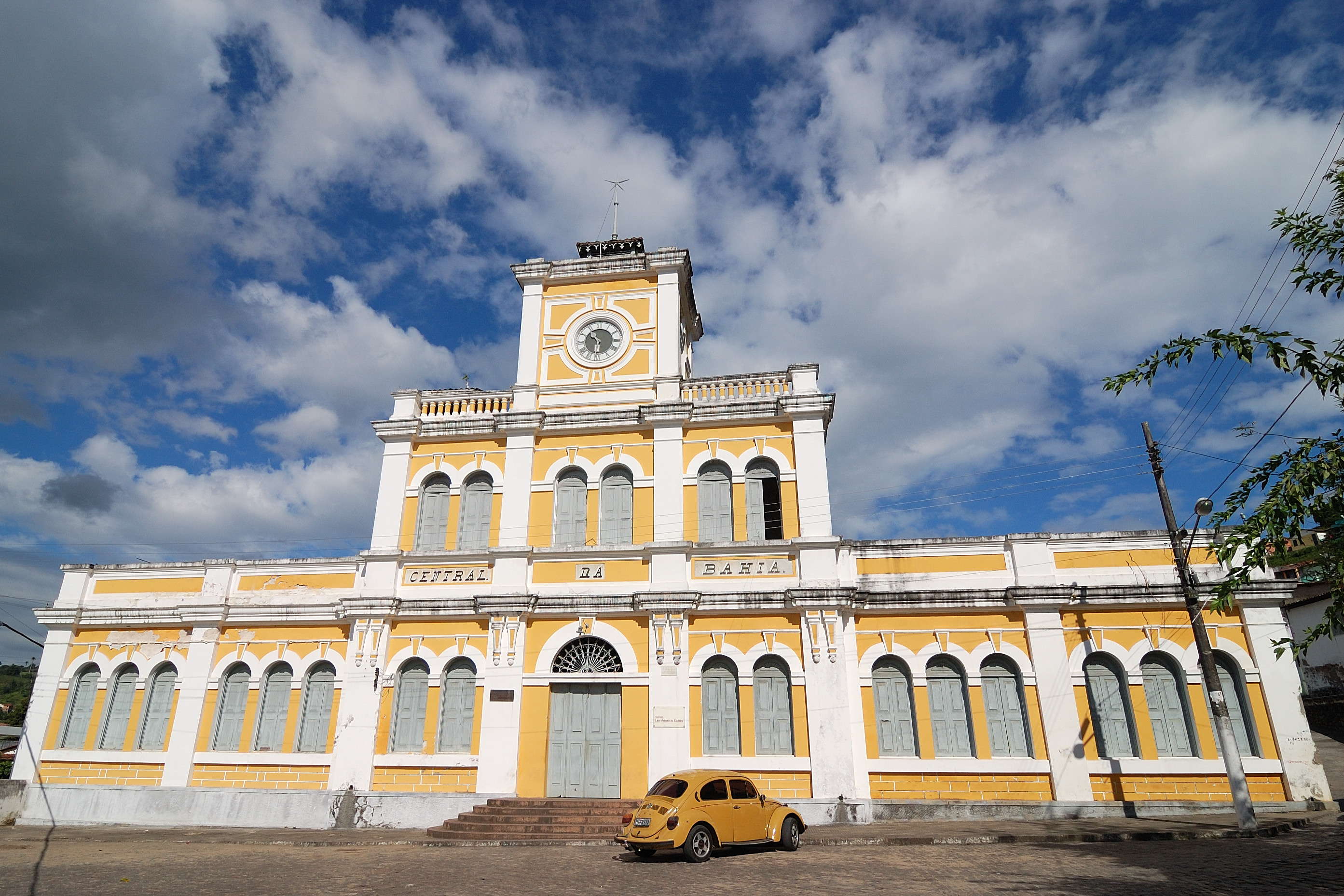
Estação ferroviária da EFCBH em São Félix.

A Estrada de Ferro Central da Bahia (EFCBH) foi uma ferrovia que conectou o Recôncavo baiano ao sertão e a Chapada Diamantina. A ferrovia foi idealizada por políticos e comerciantes das cidades baianas de Cachoeira e São Félix.

## Antecedentes a concessão
A Estrada de Ferro Central da Bahia foi a segunda ferrovia construída na Bahia e a oitava no Brasil. As secas prolongadas, péssimas condições das estradas de rodagem e a descoberta de minerais de alto valor comercial na Chapada Diamantina foram fatores essenciais para a implantação na segunda metade do século XIX desse sistema modal conectando o sertão e o agreste ao recôncavo baiano. Com o crescimento populacional em varias localidades do sertão devido a mineração, foi necessário repensar os modais de transporte de carga e passageiros. As vias de acesso para as localidades eram poucas e sem infraestrutura o que afetava o custo de transporte e por consequência o preço final de produtos e serviços.   
A descoberta de diamantes em Mucugê em setembro de 1844 transformou aquela região da Chapada Diamantina, anteriormente pouco povoada, em uma das áreas mais prósperas da província da Bahia. As cidades de Mucugê, Andaraí, Lençóis e Rio de Contas foram ocupadas por garimpeiros de áreas vizinhas e da Província das Minas Gerais além de “muitos libertos que vegetavam a margem do sistema em Salvador, no Recôncavo ou mesmo no alto do sertão, viram a riqueza do diamante como uma possibilidade de integração e também de ascensão social”. Com a finalidade de fiscalizar e cobrar tributos dos que exploravam as lavras foi sancionado Dom Pedro II o Decreto nº 465, de 17 de agosto de 1846 no qual estabelece que "Art. 40. Fica tambem creada na Provincia da Bahia huma Administração diamantina, como a de Minas Geraes, sendo a residencia dos seus Empregados onde o Governo designar, quando os nomear.". 
Uma seca severa devasta o sertão baiano o que motiva a Câmara do Rio de Contas enviar um ofício ao Presidente da Província Herculano Ferreira Pena, pedindo medidas urgentes para socorrer a população da região das lavras.  Empossado em 28 de setembro de 1859, teve que se ocupar desde logo com tão grave assunto, tratou de socorrer a parte mais indigente da população com alimentos enviados a partir de Salvador. Dom Pedro II dignou-se não só a aprovar a deliberação da Presidência da Bahia, mais ainda ordenou que fossem entregues 5:000$000 (Cinco contos de réis) para serem igualmente aplicados em benefício dos pobres distribuídos pela maneira seguinte: 1:800$000 (Um conto e oitocentos mil réis) para Lençóis, 1:600$000 (Um conto e seiscentos mil réis) para Mucugê, 800$000 (Oitocentos mil réis) para Rio de Contas e 800$000 (Oitocentos mil réis) para Andaraí. As condições da estrada do paraguassú (Estrada das Minas) fez elevar o valor do frete não permitindo que fosse mais ampla a distribuição dos mantimentos. Apesar de se situar fora da região das lavras, a Villa da Tapera, atual Santa Teresinha, padecia com a falta de alimentos. Tal fato motivou a Câmara local a enviar um ofício, em 10 de fevereiro de 1860 e lido por Ferreira Pena na sessão de 10 de abril de 1860 requerendo a construção de uma estrada de ferro, que facilitasse a comunicação com as estradas reais do sertão, com a de Caetité e a do Rio São Francisco.

No ano seguinte a falta de chuvas persiste e a fome se alastra por toda a Chapada Diamantina. Na sessão de 1º de setembro de 1861 o Vice-presidente da Província da Bahia José Augusto Chaves em seu discurso de abertura dos trabalhos na Assembleia Legislativa da Bahia e em atenção aos ofícios do Rio de Contas e Santa Teresinha recitou "ha muito que por elles clamam, não só os habitantes do interior, como os grandes interesses do commercio, que alli entretem as mais vastas e importantes transacções. Estes motivos já eram mais que sufficientes, para não serem retardados, si os não viesse por relevo, e com a maior instancia, a mão de ferro da calamidade, que pesou sobre aquellas populações. A charidade publica recuava ante a impossibilidade de alli chegarem os seus donativos á vista das despezas excessivas dos transportes: por ellas chegaram tambem já muito enfraquecidos os soccorros do Governo.". E asseverou "por todas estas considerações, reconhecendo as grandes vantagens que d'essa obra devem resultar á Provincia, resolvi, por Acto de 19 de Julho, nomear uma Commissão composta dos Engenheiros Major Manoel da Silva Pereira, Drs. João José de Sepulveda e Vasconcellos e Trajano da Silva Rego, afim de percorrerem a dita estrada e proporem os melhoramentos de que ella precisa".

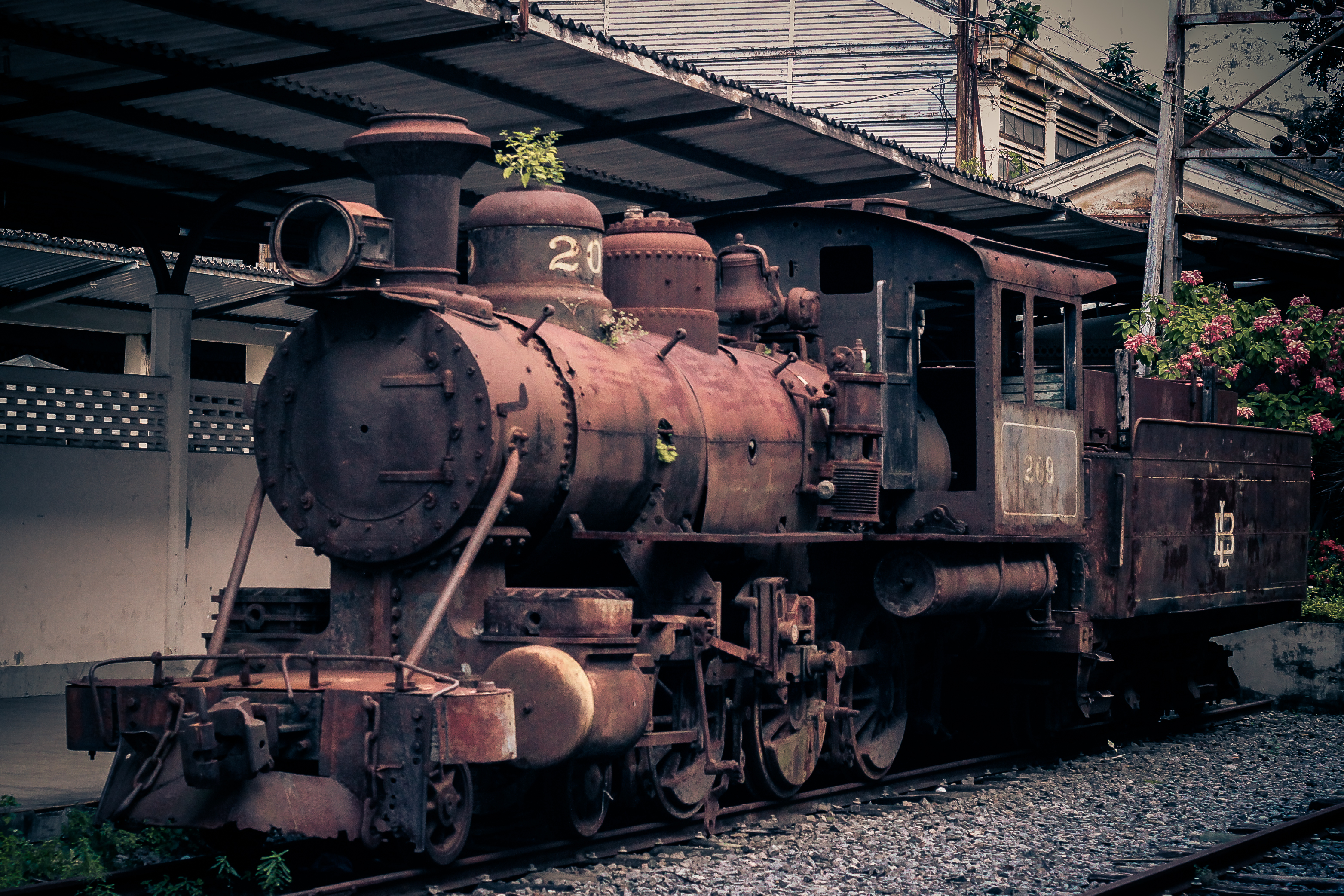
Estação da Calçada - Salvador. Locomotiva n.º 209 que operou na linha tronco e no ramal de Feira de Santana. Era lotada na Estação de São Félix. No tender a logo LB da Viação Férrea Federal Leste Brasileiro.

No relatório apresentado por José Augusto Chaves em 1862 para o Presidente da Província da Bahia Joaquim Antão Fernandes Leão sobre o Ato de 19 de julho exaltou "quando mesmo fossem d'ordem secundaria as reflexões expendidas, lá estavam ainda na dolorosa reminiscencia das populações do centro o quadrado luctuoso dos horrores porque passaram, no longo periodo de tres annos, em que uma seca tanto as flagellou, reclamando com toda a instancia o melhoramento das estradas, visto como pela longitude e pessimo estado das que existem, em que mais vasta escala permaneceo a dura calamidade, que alli reinou, tornando ora impossiveis, e era mui difficultosos os auxilios, quer da caridade publica, e quer do Governo." E concluiu ressaltando "foi especialmente por este motivo, que o Acto de 19 de Julho proximo passado nomeei uma Commissão de Engenheiros , composta do Major Manuel da Silva Pereira, Dr. João José de Sepulveda Vasconcellos e Dr. Trajano da Silva Rego, incumbida de tirar a planta e orçamento d'essa obra."
 

A comissão de engenheiros que seguiu para explorar a estrada do paraguassú (Estrada das Minas) entre São Félix e Mucugê  apresentou para o Governo  a exposição de toda sua viagem, acompanhada das plantas e orçamentos das obras que julgou mais urgentes, em vista não só da utilidade que podem prestar, mas também da capacidade financeira da província.  Joaquim Antão Fernandes Leão julgou incompletos os estudos apresentados não empreendendo obra alguma até que novos estudos fossem realizados. Na sessão de 1º de março de 1862 Fernandes Leão recitou que “o Chefe da comissão e de parecer que não se empreenda esta construção, porque julga que só uma estrada com carris de ferro e locomotivas poderá satisfazer as necessidades das povoações que estão situadas n’aquellas paragens. Com quanto reconheça que as estradas de ferro são preferiveis as de rodagem, e principalmente quando são feitas por um systema mais economico do que as que temos tido até o presente, não penso que seja perdido o tempo e despeza que se fizer em estudos mais regulares parar determinar o melhor traço d’aquella estrada: em quanto não chegarem as estradas de ferro, podemos ter estradas de rodagem com decliveis apropriados e que no futuro alimentarão as próprias estradas de ferro.”.

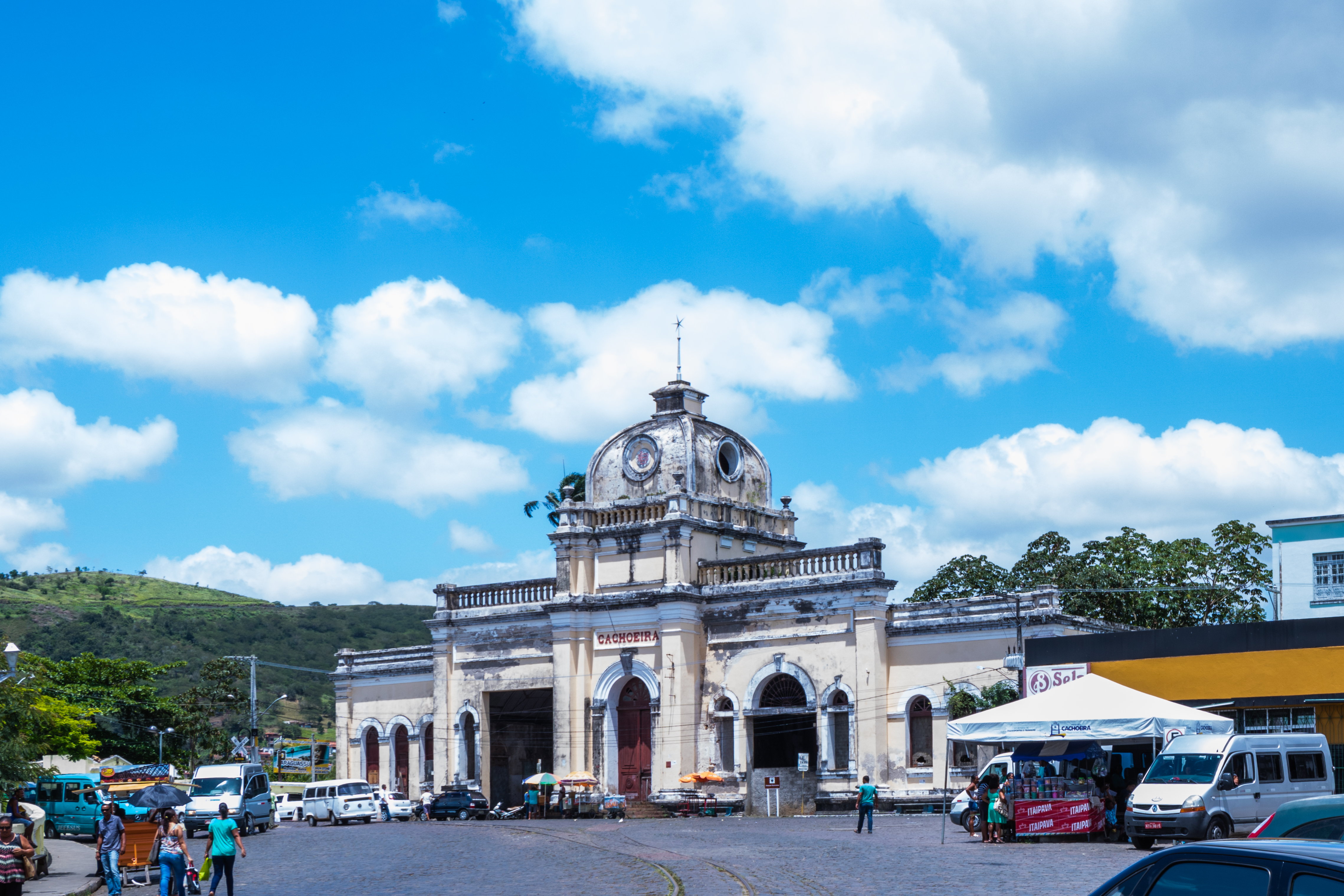
Estação ferroviária da EFCBH em Cachoeira.

Pressionado para que construa a estrada de ferro e adote medidas urgentes no que se refere a situação da estrada do paraguassú  o Presidente da Província da Bahia Conselheiro Antônio Coelho de Sá e Albuquerque na sessão de 1º de março de 1863 da Assembleia Legislativa da Bahia foi enfático ao recitar “se se calcular sobre os dados que temos colhido sobre todas as estradas de ferro concebidas até agora no nosso paiz, e sobre as outras emprezas de grandes dimensões, não errará quem disser que a estrada de ferro projectada sem garantia do capital é uma obra audaz e de resultados duvidosos”. O engenheiro Manoel da Silva Pereira membro da comissão enviado em 1861 para fazer os estudos sobre os melhoramentos da estrada do paraguassú e a viabilidade da construção de uma estrada de ferro em seu relatório apresentado para o Governo da Província informou ser inviável investir numa estrada para Mucugê que está em completa decadência, sem comércio e indústria. Que tal estrada deveria dirigir-se para Lençóis, que aumenta e floresce de maneira extraordinária.  Frisa Antônio Coelho de Sá e Albuquerque “como sabeis, há projecto já discutido para a construcção de uma estrada de ferro entre esta capital e a referida villa dos Lençoes”. E finaliza “ainda hoje nos paizes em que o vapor nos caminhos de terra tem feito progressos admiraveis, as comunicações por agua são aproveitadas e desenvolvidas como as mais economicas.  Quer nos Estados Unidos da America do Norte, quer na Europa os canaes são julgados necessários e muitas vezes abertos ao lado das estradas de ferro.”
No mesmo ano escreveu o "Inspector Diamantino" Gustavo Adolpho de Menezes para Governo Imperial "me parece ser de indispensável necessidade a creação de uma estrada, pelo menos, de rodagem sob carris de ferro ou de madeira, como as dos Estados-Unidos, visto como o nosso paiz, a braços com dificuldades financeiras, apenas me parece poder supportar uma empresa de estrada de ferro a vapor; e esta estrada de rodagem ter por fim ligar o nosso sertão ao littoral, partindo do ponto mais conveniente em que possam aportar os transportes por agua, e vá finalizar em direcção Oeste no alto rio de S. Francisco."
Políticos e comerciantes pressionam e o Governo da Bahia celebra com os engenheiros Ladisláu de Vidéki e Trajano da Silva Rego um contrato em 8 de maio de 1863 para que fossem realizados novos estudos sobre a viabilidade técnica e econômica da estrada do Paraguaçu, construção de uma ferrovia e navegação a vapor no Rio Paraguaçu entre a Chapada Diamantina e São Félix. Na sessão de 1º de março de 1864 em seu discurso de abertura dos trabalhos da Assembleia Legislativa da Bahia o Vice-presidente da Província Conselheiro Manoel Maria do Amaral com base no relatório dos engenheiros proferiu “si o Governo emprehendesse  esta obra, ainda maior seria o sacrifício; assim pois outro deverá ser o meio de comunicação preferida, mesmo porque, para canalização d’esse rio, será preciso tantos annos que, talvez, durante eles, o centro da Provincia torne á passar por outras crises como a de 1860; finalmente porque o paiz ainda não está preparado para obras tão gigantescas, e nem d’ellas por ora, precisa. Quanto á uma estrada de ferro póde-se dizer que visto o terreno oferecer também muitos obstaculos, as mesma considerações feitas á respeito da navegação em relação ao capital, e ao tempo necessário para sua execução, terão aqui egual cabimento; e a única vantagem que sobre ella tem é que a companhia que a quer emprehender não exige garantia de juros do capital, nem grandes sacrificios do paiz, cujas necessidades, seja dito, reclamão antes a barateza do transporte, do que grande velocidade. E conclui “visto a urgente necessidade de uma via de communicação  para o sertão, o que quanto antes se deve fazer é uma boa estrada para tropas, tanto pela sua prompta e econômica execução, quanto pela utilidade que offerecerá ao publico.”
Com apoio de comerciantes e políticos de São Félix, Muritiba, Santa Teresinha, Rio de Contas, Mucugê, Andaraí, Leçóis, Feira de Santana e Salvador a Câmara de Cachoeira envia um ofício de autoria do vereador José Ruy Dias d'Affonseca para o Presidente da Província Luís Antônio Barbosa de Almeida reafirmando as condições da Estrada do Paraguassú (São Félix - Rio de Contas) e da Estrada Real do Gado (Cachoeira - Feira de Santana - Riachão do Jacuípe - Jacobina - Juazeiro),  ressaltando as dificuldades enfrentadas pelas populações servidas por essas estradas e solicitando a construção de uma estrada de ferro que possa conectar numa ponta Cachoeira a Alagoinhas via Estrada de Ferro da Bahia ao São Francisco e na outra Cachoeira a Chapada Diamantina. Tal pleito foi encaminhado para o Imperador Pedro II do Brasil que autorizou por meio do Decreto Imperial n.º 1.242, de 16 de junho de 1865 "o Governo a contractar com a Companhia, que se organisar, a construcção de uma via férrea, que poderá ser pelo systema tram-road, conforme fôr mais conveniente, entre a Cidade da Cachoeira e a Chapada Diamantina na Provincia da Bahia, com um ramal á Villa da Feira de Santa Anna".

## Formação das Companhias
Quem primeiro ganhou a concessão para a construção foi o Vice-Cônsul inglês John Charles Morgan, por meio do Decreto Imperial n.º 3.590, de 17 de janeiro de 1866, sem garantia de juros com privilégio da zona de 5 léguas para cada lado do eixo dos trilhos e na sua direção pelo prazo de 90 anos. Organizada em Londres com o nome Paraguassú Steam Tram-road Company Limited e no Brasil com o nome Estrada de Ferro do Paraguassú, que em conformidade com o Decreto de concessão deveria levar a efeito a construção da ferrovia, obteve esta companhia, por meio do Decreto Imperial n.º 3905 de 3 de julho de 1867 autorização da funcionar no Império, e em 6 de outubro do mesmo ano deu inicio as obras do ramal. Em 1869, depois de ter a mesma companhia realizado o levantamento do capital de £ 89.906,68 (Oitenta e nove mil libras esterlinas e sessenta e oito pence), construindo 25 quilômetros do ramal e feitos todos os seus estudos, entrou em liquidação, falindo em 1869.
Em 6 de junho de 1872, o engenheiro civil inglês Hugh Wilson se propôs a comprar a massa falida dessa companhia para tomar para si a organização de outra empresa que desse continuidade a construção da ferrovia. Tendo a Lei Provincial n.º 1.246 de 27 de junho de 1872 autorizado a presidência da província a celebrar o respectivo contrato, foi este firmado em 26 de setembro de 1872, com o Presidente da Província da Bahia Joaquim Pires Machado Portela, se comprometendo Hugh Wilson a não somente comprar, em Londres, a massa falida da Estrada de Ferro do Paraguassú, ficando a província e os demais acionistas desta empresa isentos de toda e qualquer responsabilidade, como encarregar-se de concluir as obras do ramal da Feira de Santana, a ponte entre Cachoeira e São Felix sobre o rio Paraguaçu e a organizar companhia para os mesmos fins da empresa Paraguassú.
Em fevereiro de 1874 prosseguiram os trabalhos de construção do ramal a cargo do engenheiro civil inglês Guillermo Andres Wilson e, em requerimento de 19 de junho deste mesmo ano, foi pedido ao Governo Imperial a concessão dos benefícios conferidos para a Companhia Paraguassú e também a garantia da Província dos juros de 7% sobre o capital correspondente a 50:000$000 (Cinquenta contos de réis) por quilômetro de ferrovia, compreendidos a linha principal e ramal, nos termos da Lei nº 2.450 de 24 de setembro de 1873. A concessão da garantia da Província dos juros de 7% foi dada, em seguida, por Decreto n.º 5.777 de 28 de outubro de 1874 pelo prazo de trinta anos, computando-se, porém, o capital máximo em 13.000:000$000 (Treze mil contos de réis) para a extensão da linha principal, inclusive ramal, ou 43:000$000 (Quarenta e três contos de réis) por quilômetro.
Em 7 de abril de 1875 foi provisoriamente entregue ao trafego o ramal de Feira de Santana com 43 quilômetros de extensão, faltando completar algumas obras. Tendo sido organizada em Londres, a 6 de agosto de 1875, a Brazilian Imperial Central Bahia Railway Company Limited e no Brasil Companhia Anonyma da Imperial Estrada de Ferro Central da Bahia, por Decreto Imperial n.º 6.044 de 27 de novembro de 1875, foram alteradas algumas cláusulas do Decreto Imperial n.º 5.777 e, por Decreto Imperial n.º 6.094, de 12 de janeiro de 1876, foi dada autorização para a companhia funcionar no Império.

## Construção da Estrada de Ferro
Por aviso n.º 19 de 5 de maio de 1876 deu o Ministério da Agricultura autorização á companhia para fazer chamada de £ 476.000,00 (Quatrocentos e setenta e seis mil libras esterlinas), por conta do capital garantido, e declarou aprovado o contrato celebrado pela mesma companhia com o engenheiro Hugh Wilson para a construção de toda a estrada, a razão de 43:000$000 (Quarenta e três contos de réis) por quilômetro fixando definitivamente em 13.000:000$000 (Treze mil contos de réis) o capital garantido. Neste capital ficou também compreendida a importância das obras executadas pela extinta Companhia Paraguassú e na soma de £ 476.000,00 (Quatrocentos e setenta e seis mil libras esterlinas) incluindo-se a de £ 217.678,00 (Duzentos e dezessete mil seiscentos e setenta e oito libras esterlinas), destinadas ao pagamento da construção do ramal de Feira de Santana.

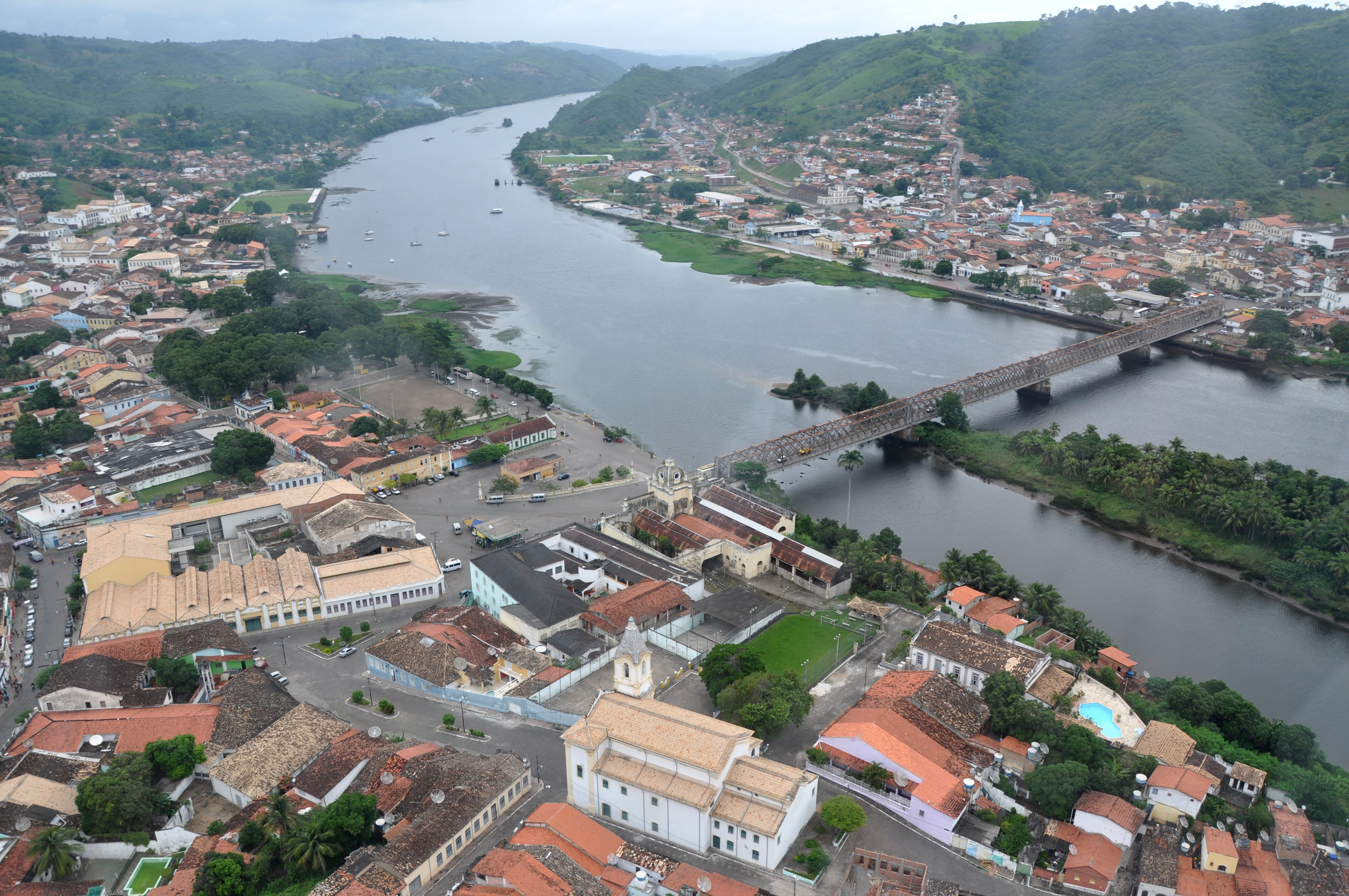
A Imperial Ponte Dom Pedro II sobre o Rio Paraguaçu. Cachoeira a situada a esquerda e São Félix a direita.

Em 2 de dezembro de 1876, foi definitivamente considerado aberto ao trafego o ramal de Feira de Santana. Por Decreto n.º 6.637 de 31 de julho de 1877 foram alteradas algumas e consolidadas todas as cláusulas dos Decretos n.º 3.590 de 17 de janeiro de 1866, n.º 5.777 de 28 de outubro de 1875 e n.º 6.044 de 27 de novembro de 1875. A zona privilegiada da ferrovia e do ramal ficou limitada a 20 quilômetros, a bitola a 1,067 metros, sendo dado á companhia o direito de poder prolongar a linha principal até ao rio São Francisco, ficando, porém, dependente de posterior deliberação do Governo Imperial a garantia de juros.
Determinou-se, ainda no mesmo Decreto de 1877 que as obras de prolongamento só iniciariam depois de previamente aprovados os respectivos estudos. Que somente passados 30 anos, contados da data de conclusão da ferrovia, poderia o Governo resgata-la. Os estudos definitivos dos primeiros 140 quilômetros da linha principal tiveram aprovação por Decreto n.º 7.273 de 10 de maio de 1879. A construção foi iniciada na mesma parte da ferrovia a 17 maio de 1879. Por aviso n.º 15 de 24 de abril de 1880 foi autorizado o segundo levantamento do capital garantido na importância de £ 476.000,00 (Quatrocentos e setenta e seis mil libras esterlinas) e por outro aviso n.º 27 de 18 de agosto de 1881 o último, complementando todo o capital, na soma de £ 510.500,00 (Quinhentos e dez mil e quinhentas libras esterlinas).
Sob o controle da Brazilian Imperial Central Bahia Railway Company Limited, a ferrovia foi construída em sete etapas. A primeira etapa foi a conclusão do ramal ligando a cidade Cachoeira a Villa de Feira de Santa Anna, atual Feira de Santana, aberto ao tráfego em 2 de dezembro de 1876, com a extensão de 45 quilômetros. A segunda etapa foi a construção da linha principal entre São Félix e Tapera, atual Taperi, região de Santa Teresinha, aberta ao tráfego em 23 de dezembro de 1881, com a extensão de 84 quilômetros e o ramal de Monte Cruzeiro ligando Tapera a Santa Teresinha, aberto ao tráfego em 23 de dezembro de 1881, com a extensão de 2 quilômetros. A terceira etapa foi o prolongamento da linha principal entre Tapera e João Amaro, região de Iaçu, aberta ao tráfego 15 de outubro de 1883, com a extensão de 97 quilômetros. A quarta etapa foi o prolongamento da linha principal entre João Amaro e Queimadinhas, atual Marcionílio Souza, aberta ao tráfego em 11 de janeiro de 1885, com a extensão de 63 quilômetros. A quinta etapa foi a construção do ramal (sub-ramal de Feira de Santana) ligando Cruz a São Gonçalo, aberta ao tráfego em 16 de janeiro de 1886, com extensão de 3 quilômetros. A sexta etapa foi o prolongamento da linha entre Queimadinhas e Bandeira de Melo, região de Itaetê, aberta ao tráfego em 19 de maio de 1887, com a extensão de 11 quilômetros. A última etapa foi a construção do ramal ligando Queimadinhas a Olhos d’Água, atual Machado Portella, região de Marcionílio Souza, aberto ao tráfego em 15 de novembro de 1888, com a extensão de 13,600 quilômetros.
Com a entrada em vigor da Lei n.º 652, de 23 de novembro de 1899, e da Lei n.º 746, de 29 de dezembro de 1900, a Estrada de Ferro Central da Bahia foi resgatada e arrendada aos administradores da Estrada de Ferro da Bahia ao São Francisco e em 1911, a Central da Bahia passou a ser administrada pela Compagnie des Chemins de Fer Fédéraux de l'Est Brésilien (CCFFEB). Sob o controle da CCFFEB, prolongou-se a linha de Machado Portella para Iracema, aberta ao tráfego em 07 de fevereiro de 1921, com a extensão de 32 quilômetros. De Iracema para Jequi, aberta ao tráfego em 22 de novembro de 1921, com extensão de 39 quilômetros. De Bandeira de Melo para Itaetê (ramal), aberta ao tráfego em 26 de maio de 1923, com extensão de 23 quilômetros. De Conceição para Afflingidos (sub-ramal do ramal de Feira de Santana), aberta ao tráfego em 03 de novembro de 1923, com extensão de 22,076 quilômetros. De Jequi para Sincorá, aberta ao tráfego em 15 de junho de 1927, com extensão de 27 quilômetros. Por fim, a linha foi prolongada de Sincorá para Contendas do Sincorá, aberta ao tráfego em 02 de agosto de 1928, com extensão de 24 quilômetros. Em 1935, por determinação do presidente Getúlio Vargas, foram encampadas as ferrovias da CCFFEB, cujo patrimônio foi transferido para a Viação Férrea Federal Leste Brasileiro S/A (VFFLB).

## Ramal de Feira de Santana
O caminho mais viável entre Feira de Santana e os mercados costeiros era o da baía de Todos-os-Santos, via Cachoeira. A maior parte dos produtos vendidos na feira de Feira de Santana era enviado para  Salvador, via Cachoeira, enquanto praticamente todas as mercadorias manufaturadas, importadas por Feira, eram transportadas por essa via. Apesar do grande movimento comercial entre Feira de Santana e Cachoeira, nos anos que se seguiram à criação do município de Feira, a estrada que ligava esses dois pontos não permitia a passagem de veículos. O movimento pesado obrigou ao alargamento da estrada que foi concluído em 1840. O transporte era lento e caro, pelas más condições da estrada, bastante ingrime nas proximidades de Cachoeira.

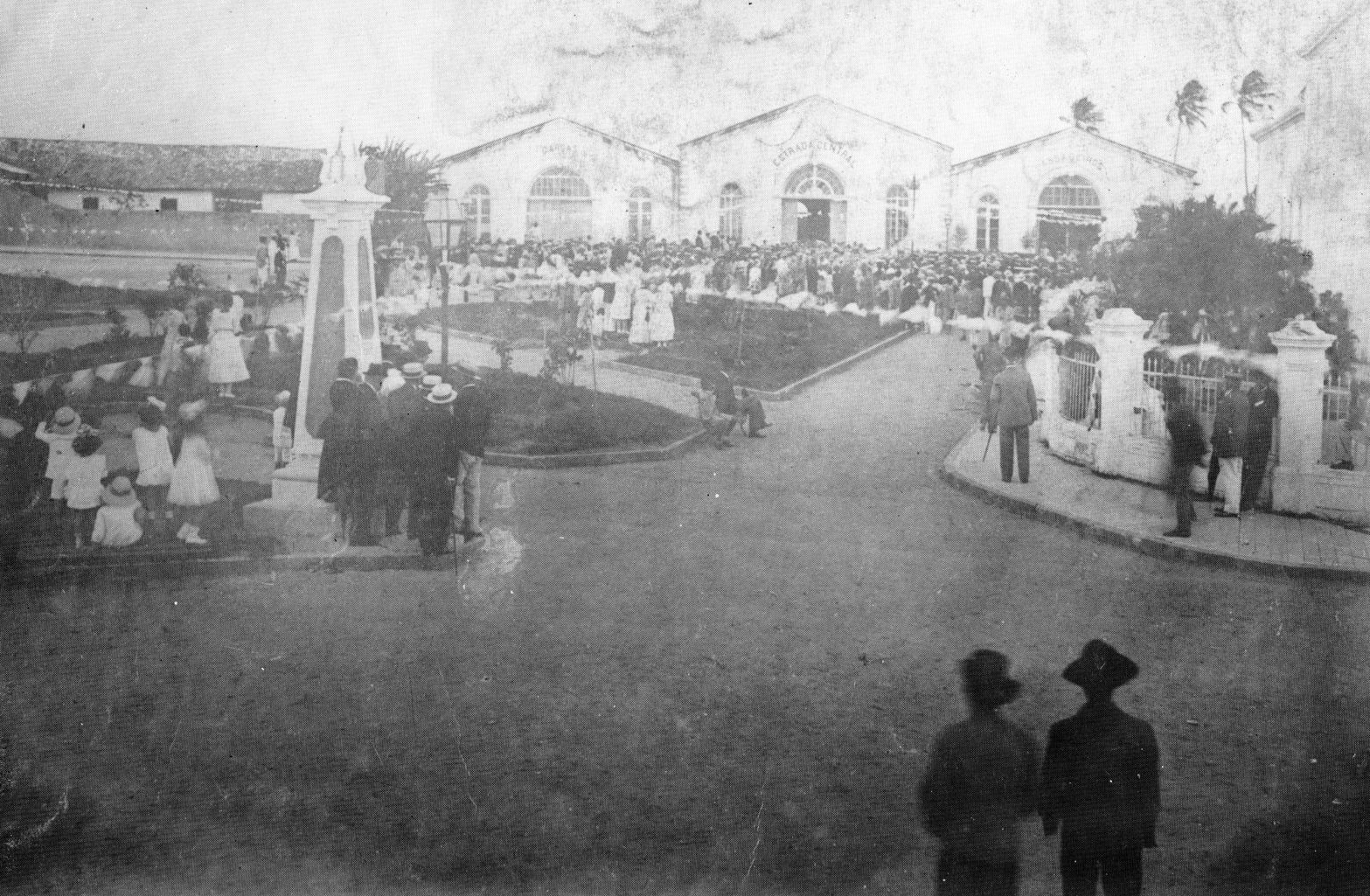
Estação ferroviária da EFCBH em Feira de Santana.

O surgimento da navegação a vapor entre Salvador e Cachoeira aumentou a importância da estrada Cachoeira - Feira de Santana. A Resolução Provincial nº 22, de 1º de março de 1836, concedeu a João Diogo Sturtz o privilégio para estabelecer a navegação a vapor em alguns rios e costa da Bahia, e a Lei Provincial nº 84, de 31 de julho de 1836 prorrogou por 6 meses o prazo para o início das viagens. A primeira viagem, por embarcação da companhia organizada por João Sturtz, ocorreu em 5 de janeiro de 1839, com o vapor "Catarina Paraguassú", que neste dia atracou em Cachoeira, levando personalidades de Salvador e da sociedade local, depois de uma viagem de 5 horas de duração, com várias paradas no percurso parar embarque e desembarque de passageiros. De acordo com Pedro de Almeida Vasconcelos “a Baía de Todos os Santos contou com a experiência pioneira do Vapor de Cachoeira, de 1819, mas o domínio da navegação a vapor se dá, sobretudo, na década de 1840, embora a navegação regular a vapor tenha sido iniciada em 1850".
Embora os vapores fossem maiores e mais rápidos que as artesanais embarcações a vela, estas não foram inteiramente substituídas pelos novos navios. Até 1860, barcos a vela continuaram a transportar uma parte da carga entre Cachoeira e Salvador. Não somente o comércio em geral  mas, também, as correspondências oficiais entre Salvador e Feira de Santana melhoraram com a navegação a vapor, porque as malas postais e os funcionários públicos em serviço, viajavam gratuitamente. A viagem por meio da baía poderia ser realizada em cinco horas, de modo que era possível uma ordem do Governo em Salvador chegar a Feira de Santana no mesmo dia.
Apesar da implantação do transporte marítimo a vapor entre Cachoeira e Salvador foi a ferrovia o primeiro grande benefício para a agricultura e o comércio de Feira de Santana. Depois de alguns anos da instalação do município de Feira de Santana, o governo provincial passou a se interessar pela possibilidade do transporte ferroviário entre Salvador e o interior. As estradas de ferro constituíam uma inovação muito cara, mas se considerava, sem se levar em conta o seu custo, que pelo menos uma dessas vias de ligação era indispensável existir no Estado. Em 1846, um estudo foi realizado nesse sentido visando a conexão entre Salvador e o Rio São Francisco. Foi decidido que a melhor opção seria uma ferrovia entre Juazeiro e Salvador. Desde que a principal estrada de boiadas, vinha de Juazeiro passava por Feira de Santana e terminava em Cachoeira, a população da Vila da Feira estavam certos de que a ferrovia passaria pelo seu município.
 

Acharam os engenheiros, todavia, que, embora a estrada de Juazeiro a Feira fosse viável, o custo de construção entre Feira e Salvador seria alto. Devido a esses estudos, a estrada foi locada ao norte, entre Salvador e Alagoinhas e daí a Juazeiro. Dessa forma, o traçado da ferrovia foi afastado vários quilômetros de Feira de Santana. Os pecuaristas de Feira e região ficaram alarmados, pois temiam que o gado de Juazeiro e do nordeste da Bahia fosse diretamente para Salvador por ferrovia, em vez de seguir como até então, para Feira de Santana. A ameaça à feira de gado era legítima, porém, até 1860 nenhum conflito ocorreu. As boiadas de Juazeiro continuaram a seguir para Feira de Santana, tal como nos tempos coloniais.

Mapa do Recôncavo da Bahia. Consta o ramal de Feira de Santana, projetos ferroviários, linhas de telégrafo etc.

Em 1865, um ano após inauguração do trafego da Estrada de Ferro da Bahia ao São Francisco entre Salvador e Alagoinhas é que tenacidade dos habitantes de Feira de Santana foi recompensada. Em 16 de junho de 1865 o Governo Imperial autorizou o Governo Provincial a celebrar um contrato para a construção de uma estrada de ferro, que seguiria o vale do Rio Paraguaçu, desde Cachoeira até a Chapada Diamantina, com um ramal de Cachoeira para Feira de Santana. Em 17 janeiro de 1866, os direitos de construção foram concedidos para o engenheiro inglês John Charles Morgan (Abrasileirado para João Carlos Morgan), que por sua vez os transferiu à Paraguassú Steam Tram-Road Company Limited que se constituíra em Londres no ano seguinte. Em julho de 1867 iniciaram-se os trabalhos no ramal de Feira de Santana. A construção prosseguiu, lentamente, porém, sem interrupção até a falência da Companhia em 1869.
A Companhia encontrou dificuldades na coleta do capital necessário. Poucas ações foram vendidas na Inglaterra e a Companhia foi obrigada a realizar operações com fundos que conseguira na própria Bahia. O Governo Provincial subscreveu cinco mil ações mas, ainda assim, não foi possível impedir um desastre financeiro. Menos de três anos depois da formação, a Paraguassú declarou-se falida. Durante mais de uma ano fizeram tentativas mal sucedidas para a reorganização da empresa. Em 26 de setembro de 1872, finalmente, o Governo Provincial celebrou um contrato com o maior acionista, o engenheiro inglês Hugh Wilson, o autorizando a conseguir a dissolução da Companhia e a formação de outra, com o mesmo objetivo. A The Brazilian Imperial Central Bahia Railway Company Limited, foi organizada em Londres em agosto de 1875.
Por outro lado, foram reiniciados os trabalho no ramal em outubro de 1874, quando pelo governo foi anunciada a garantia de juros de 7% sobre o capital investido, que seriam pagos quando se completasse a obra. Em abril de 1875 reabriu-se o tráfego provisório entre Feira de Santana e Cachoeira. Inaugurou-se em 2 de dezembro de 1876, o tráfego normal entre essas estações. No dia 10 de dezembro de 1876 o jornal Correio da Bahia público uma matéria com o título "Installação do hospital da Misericordia da Feira de Sant'Anna" e nela consta "perante grande concurso do povo desta cidade, das de Cachoeira e da Bahia, que aqui vieram por ser tambem o dia da inuaguração official da estrada de ferro Central de que é actual concessionario o engenheiro civil inglez Hugh Wilson, representado nessa reunião por seu filho Guilherme Wilson as 3 horas da tarde do mencionado dia, por s. ex. o sr. presidente da provincia foram inaugurados os trabalhos da edificação do hospital da irmandade da Misericordia, com a denominação de -Pedro II- assentando a pedra fundamental deste edificio, depois de benta, segundo o ritual romano pelo rvm. padre Epiphanio Pereira de Moraes na ausencia do respectivo parocho".

O ramal de Feira de Santana tinha 48 quilômetros de extensão e 1,067 metro de bitola. O material rodante consistia em 56 unidades: seis locomotivas, três carros de primeira classe, quatro de segunda classe, um carro imperial, dois carros de bagagem e quarenta para o transporte do gado e da carga.Devido a colaboração com os serviços marítimos na baía de Todos-os-Santos, a viagem para salvador durava menos de sete horas. Se tornou possível ir de Feira de Santana para a Capital pela manhã e retornar na manhã seguinte. A vigem que durava três dias foi reduzida a vinte e seis horas.

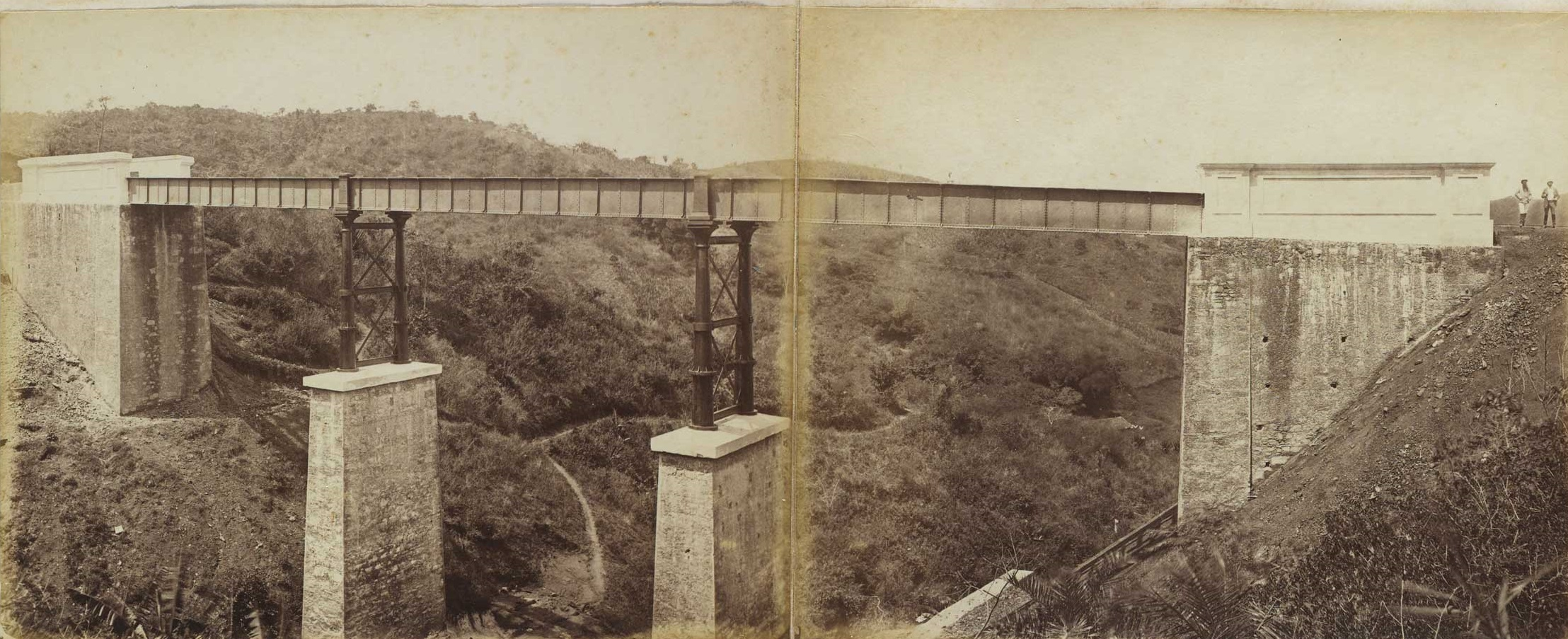
Cidade de Cachoeira, Bahia. Viaduto ferroviário construído pela Estrada de Ferro Central da Bahia : Viaduto do Batedor, km 4 do Ramal de Feira de Santana.

Conquanto o ramal fosse aberto ao tráfego em 1876, outras obras e melhoramentos nos serviços se foram realizados nos anos seguinte. Ergueram estações definitivas em Feira de Santana, Cachoeira e em muitos pontos do percurso, depois de 1876. Os trilhos não passavam por São Gonçalo dos Campos e por isso um subramal foi construído em 1886, para conectar essa cidade a Feira de Santana. Esse subramal não se mostrou satisfatório, porque acrescia uma hora o tempo exigido para a viagem entre Feira e Cachoeira. Assim, o Governo Municipal e os comerciantes de Feira de Santana solicitaram que fosse feito um novo traçado para passar por São Gonçalo dos Campos. Decorreram, todavia, vinte e cinco anos, antes que fossem iniciados os trabalhos nesse sentido. Em abril de 1911, a Assembleia Legislativa da Bahia determinou a supressão do subramal, em troca da passagem da linha principal por essa Cidade. O projeto de reconstrução foi iniciado em 1913. Por causa dos atrasos ocasionados pela redução da bitola de toda a linha para métrica, exatamente nessa época, o percurso direto por São Gonçalo dos Campos só foi inaugurado em 2 de agosto de 1919.
Até 1885 o ramal de Feira de Santana era completamente isolado das outras ferrovias. Em 7 julho desse ano, contudo, foi inaugurada a Imperial Ponte Dom Pedro II sobre o Rio Paraguaçu entre Cachoeira e São Félix, unindo dessa forma Feira de Santana com a linha principal que se dirigia para a Chapa Diamantina. Ainda assim, Feira não se ligava diretamente por uma ferrovia com principais mercados no litoral e com o interior, ao norte do vale do Paraguaçu. Ainda antes de se concluir a linha tronco, em Feira de Santana foram sugeridos planos para extensão da estrada de ferro. A população do município aspirava por conexões ferroviárias diretas com três áreas distintas, Mundo Novo, Juazeiro, Vale do São Francisco e Salvador.

## Planos de viação incluindo o ramal de Feira de Santana
Entre 1865 e 1950, esforços infrutíferos foram empregados para estabelecer uma conexão entre Feira de santana e o vale do São Francisco. Quase todos os planos de viação incluíam a construção de uma linha que ligasse Feira de Santana com a do Prolongamento da Estrada de Ferro da Bahia ao São Francisco, traço de união entre Salvador e Juazeiro. O Governo da Bahia só aprovaria o projeto, após o inauguração da ponte Dom Pedro II. A ideia receberia o apoio oficial, já que uma conexão entre Feira de Santana e o Prolongamento da E. F. Bahia ao São Francisco uniria duas linhas férreas da Bahia. Em maio de 1889, todavia, a Assembleia Legislativa autorizou Francisco Joaquim da Silva a estender os trilhos de Feira de Santana até Lamarão, no Prolongamento da Estrada de Ferro Bahia ao São Francisco. Com a Proclamação da República foram suspensas as negociações com o governo provincial.
Em 1892, a Assembleia Legislativa autorizou a construção de uma ferrovia de Feira de Santana até a Bahia ao São Francisco via Ouriçangas. Em 1894, os planos limitavam-se a linha de Ouriçangas, porém todos os esforços falharam, por falta de dinheiro. No ano seguinte, o Governo da Bahia contratou com Adolfo Morales e Justino da Silveira a extensão de um ramal de Feira de Santana até uma localização conveniente na Estrada de Ferro Bahia ao São Francisco. Os empreiteiros concordaram em ligar por trilhos Feira de santana a Salvador, mas apesar da assistência do Estado o projeto foi abandonado, antes que se concluísse o leito da estrada.
Em dezembro de 1903, o legislativo federal autorizou a construção de uma ferrovia de Feira de Santana até o quilômetro 42 da Bahia ao São Francisco. Em 1910, as autoridades estaduais concordaram em aceitar propostas para uma linha férrea que viesse conectar a Estrada de Ferro Bahia ao São Francisco com a Estrada de Ferro Central da Bahia. Ficou estipulado que o novo traçado iniciaria em Feira de Santana e terminaria em Entroncamento (Estação entre Aramari e Água Fria), na Estrada de Ferro Bahia ao São Francisco. Não apareceram interessados de forma que em março de 1904, foi alterado o plano estadual de uma ferrovia entre Feira de Santana e Alagoinhas via Irará. Essa estrada era conveniente pelo fato de grande parte do leito estava preparado. Apesar dessa vantagem, os estudos ficaram paralisados até 1922.
Em 1924 a estrada havia sido inteiramente preparada para receber os trilhos. Tudo indicava que a ferrovia iria entrar logo em operação. Os trilhos, todavia, não foram assentado e só em 1948 foi a obra reiniciada. Em 1950, contudo, tal como acontecera, foi o projeto abandonado por falta de dinheiro. Depois de alguns anos de inaugurado o ramal comerciantes e políticos de Feira de Santana passaram a reivindicar a conexão de tal Cidade com a de Salvador. O mais antigo desses planos é o de 1894, quando Leopoldo José da Silva solicitou autorização para construir uma ferrovia que conectasse Simões Filho a Barra nas margens do Rio São Francisco via Feira de Santana, mas o projeto não foi aprovado pelo Governo do Estado. Em 27 de julho de 1895, foi sancionada a lei remetida ao Senado da Bahia sob o n.º 89, autorizando o contrato celebrado entre o Governador da Bahia Joaquim Manoel Rodrigues Lima e a Bahiana & Companhia para a construção da Estrada de Ferro Passé a Jacuhype. Os trabalhos da Estrada de Ferro Centro-Oeste da Bahia iniciaram em 1 de dezembro de 1896, e nos quinze anos seguintes, contudo, não passou de Buranhém, ao norte de Santo Amaro, recôncavo da Bahia.